# Alan McDonald
Alan McDonald (Belfast, 1963. október 12.  – Lisburn, 2012. június 23.) északír válogatott labdarúgó.

## Pályafutása

### Klubcsapatokban
Belfastban született. Pályafutását 1982-ben a Charlton Athleticben kezdte, ahol egy évet töltött. 1983 és 1997 között a Queens Park Rangers játékosa volt. 1997 és 1998 között a Swindon Townt erősítette. 

### A válogatottban
1985 és 1996 között 52 alkalommal szerepelt az északír válogatottban és 3 gólt szerzett. Részt vett az 1986-os világbajnokságon, ahol az északírek összes mérkőzésén kezdőként lépett pályára.

### Edzőként
2006-ban a 2007 és 2010 között a Glentoran vezetőedzője volt.

### Halála
2012. június 23-án a lisburni Temple Golf and Country Clubban golfozás közben hirtelen összeesett és meghalt. 

## Sikerei, díjai

### Edzőként
Glentoran FC
- Északír bajnok (1): 2008–09
- Északír ligakupagyőztes (1): 2009–10